# 刑事貴族シリーズの劇用車
刑事貴族シリーズの劇用車（でかきぞくシリーズのげきようしゃ）は、東宝が製作し日本テレビ系列で放送された刑事ドラマ「刑事貴族」シリーズで登場した劇用車について記す。

## 概要
- トヨタ自動車の車両協力により覆面車の大半はトヨタ車が使われている。『刑事貴族』の牧・志村、『刑事貴族2』・『刑事貴族3』の本城には外車の専用覆面車が使われている。
- トヨタ車両以外にも国内外多数メーカーのエキストラ車両が存在するが百科辞典という特性を加味し、資料価値のあるレギュラー覆面車・白黒パトカーに限定した記述とする。
- カースタントはタカハシレーシングが担当
- ヒラ刑事は敬称略

## 刑事貴族
、フォード・マスタング マッハ1（黒）「品川33め74-05」
第1話から第16話まで登場する牧の専用車だが、第16話中盤で泉が使用する場面もある。左ハンドル。トランクには催涙銃、斧、ショットガンなどが収納され、「走る武器庫」としての役割も果たしている。
ボディの左側を中心に醜く凹みを帯びており、脚本上の設定では犯罪者との度重なる攻防戦によって出来た傷跡を“勲章”として残しているとのこと。
ロケでは元々は無傷の車両だったものを舘ひろしの提案で凸凹に加工して使用している。
通常エンディングは、第1話で使用された牧が電話ボックスのガラスを叩き割るシーンを流用しているが、第16話のみ殉職した牧の代わりにこのマスタングが停まっている。
フィアット・ウーノセレクタ（赤）「品川53る560」
第1話から第16話まで登場する志村の専用車だが、岩田が運転手をする場面もある。左ハンドル。主に尾行・張り込みで多用され、走行シーンはほとんどない。
カリーナED2.0Gリミテッド ST183型前期モデル
（ベージュメタリック：正式名称「ライトカーキグラファイトマイカメタリック」）「品川53り32-23」
トヨタ自動車の広報車。『刑事貴族2』の前半まで引き続き登場し、主役三代（舘ひろし、郷ひろみ、水谷豊）に渡って活躍するレギュラー車両となる。第17、23話で風間が運転するシーンがある。主に　泉・岩田、村木が使用した。
クレスタX80系 スーパールーセントツインカム24(オプション装着車)（白）「品川53も29-78」
第1話から第17話（風間編第1話目）まで登場。トヨタ自動車の広報車。
主に武田や北見、松野が使用。
マークII4ドアHT2000LE（紺）「品川52ふ67-17」
『ジャングル』から『ハロー!グッバイ』を経て使用された東宝所有の劇用車。
主に北見、松野、南が使用。
ソアラ2.0GTツインターボL （白）「品川54た67-06」
牧のマスタングの後続。第17話から最終話の序盤まで登場。
初期の3話までは泉が使用したり、助手席に座る風間の横で岩田、村木、泉が持ち回りで運転手をする場面もあるが、以降は初めてハンドルを握った風間の専用車に定着する。ストーリーの関係で登場しないこともあった。左側ドアとフロントフェンダーの間を負傷させていた時期があった。
『太陽にほえろ!』、『ジャングル』、『ハロー!グッバイ』と、各作で同一車種を登場させながらもそのつど別の車両が用意され、使い回しが一切なかった車種。
クレスタX80系スーパールーセント（紺）「品川54ち33-99」
白クレスタの後継。第18話（風間編第2話目）から最終話まで登場し、『刑事貴族2』にも引き続き登場し最終回まで登場する。
主に順子や武田、南と松野が使用する。

クレスタスーパーカスタム（白）「品川53ま・325」
風間のソアラの後続。最終話の中盤から取引場所急行まで登場し風間が運転する。『刑事貴族2』にも引き続き登場する。

## 刑事貴族2
クレスタスーパーカスタム（白）「品川56て91-33」
「刑事貴族」（パート1）から引き続いての登場だが、ナンバープレートが変更されている。
助手席に座る本城の横で村木が運転手を務めるが、第1話で麻生ナオミの銃撃を受けて爆破。
ヴァンデンプラ・プリンセス1300（濃紺）「品川54た89-64」
上記で爆破したクレスタの後続。本城の愛車という扱いで登場。順子が使用する場面が一度だけある。村木、原田、藤村のいずれかが同乗することが多い。
覆面パトカーとしての装備を持ち他の車両同様捜査や追跡に使用。
『刑事貴族2』撮影時点では車検未取得。
カリーナED2.0Gリミテッド（ベージュメタリック）「品川53り32-23」
『刑事貴族』（パート1）から引き続き登場。第1話から第19話まで登場。作中のレギュラー車両としてはシリーズ最長在籍となる。主に村木、原田が使用。
ソアラ2.5GTツインターボL（ダークグリーンメタリック）「品川34そ17-73」
カリーナEDの後継。第20話から最終話まで登場。トヨタ自動車の広報車。主に村木、原田、藤村が使用。
クレスタX80系スーパールーセント
（紺）「品川54ち33-99」
『刑事貴族』（パート1）からの引き続きで最終話まで登場。
第20話製作開始時期より純正車より足回りを固めにセットした「B車両」（東宝呼称）を増備。第30話「長良川大追跡」、第38話「愛ゆえに」のカーチェイスシーンで使用されたのが該当車両。第30話では本城が運転するシーンがある。主に武田、順子（異動後は夏美）、繁尾、南が使用。
カローラ1.6SE-G（紺）「品川54て91-21」
エキストラ・レギュラー車。トヨタ自動車の広報車。最終話では南が使用していた。

## 刑事貴族3
ヴァンデンプラ・プリンセス1300（濃紺） 「品川54た89-64」
『刑事貴族2』から引き続き登場。本城専用車だが一部の参考人被疑者が使用する場面もある。また描写は無いが劇中の会話から村木、緒方も使用したと思わせる場面も存在。
本作撮影開始と同時に車検取得。
本作よりバンパーのオーバーライダーが俗に言う最終型の1300Mk.II（Mk.III）用になっている。
コロナ・エクシヴ2.0TR-G 4WS（ダークグリーンメタリック）「品川54み31-59」
ソアラの後継。本作では最も使用頻度が高く、同じくレギュラー覆面車として登場したアリストに比べるとアクションシーンにも使用されており、スピンターンもこなす。第14話では犯人に奪われてしまい、発見された時は後部座席のシートが剥がされていた。ソアラの前はEDだったので、結局このポジションは同系車種に戻ったことになる。主に原田、村木、藤村、夏美(移動後は順子)が使用する。
アリスト前期型3.0V（シルバー）「品川34て11-94」
車種別ではシリーズ最長期在籍となったクレスタの後継。リアランプの下に「VISTA TOKYO」のステッカーが貼ってある。第17話では路上駐車しているエキストラ車として登場している。OPで武田が使用しており、劇中でも運転しているシーンがある。武田以外には吉本、緒方が運転する。

## 代官署の制服パトカーなど
シリーズ3作を通してレギュラーとして使用された制服パトカー。
クラウンセダン数台
基本的に「ハロー!グッバイ」で使用されていた車両だが、架装替えされたようで回転灯やホイールキャップなどの意匠が若干異なる。
比較的型の新しいGS120型（後部座席後方の窓枠にグレーの化粧板が入る車。ライトが丸型四連と角型二連の2台確認できる）と、『ジャングル』から大量に用意されているGS110型（車体全体に起伏があり造型が深い車。ライトが角型四連）の比率が、本作よりほぼ半々となる。
ハイエース
鑑識の車両。同じく『ジャングル』、『ハロー!グッバイ』で使用されていた車両。
ミニカ・アミ55（品川80く13-22）
交通課のミニパトが登場するシーンではこの車種を多用。
スカイライン
R30型で「刑事貴族」（パート1）の風間（郷ひろみ）編から登場している。『刑事貴族3』のオープニングでもわずかだが見られる。